# JP・デュプレア
JP・デュプレア（JP du Preez、1994年11月9日 - ）は、南アフリカ共和国出身のラグビーユニオン選手。ジャパンラグビーリーグワンのレッドハリケーンズ大阪に所属している。

## 発音
姓「du Preez」は、フーリー・デュプレアやジャンリュック・デュプレアと同じく、「デュプレア」と発音する。名の「JP」は「Jean-Pierre（ジャン＝ピエール）」からの通称。

## 経歴
2012年、U18ファルコンズ代表、U19ファルコンズ代表で出場した。
2013年からゴールデン・ライオンズへ移籍。U19ゴールデン・ライオンズ代表、U21ゴールデン・ライオンズ代表で出場した。
2015年にスーパーラグビーのライオンズに選ばれ、シャークス戦で控えから出場し、スーパーラグビーデビューを果たした。 
2018年からチーターズとフリーステイト・チーターズに2年間在籍した後、2020年11月にイングランドプレミアシップのセール・シャークスと契約。
2022-23シーズンから、スコットランドのグラスゴー・ウォリアーズに所属し、ケルティックリーグ（現・ユナイテッド・ラグビー・チャンピオンシップ）に出場した。
2025年8月、ジャパンラグビーリーグワンのレッドハリケーンズ大阪に加入。